# Turn- und Sportgemeinschaft 1899 Hoffenheim 2007-2008
Questa voce raccoglie le informazioni riguardanti il Turn- und Sportgemeinschaft 1899 Hoffenheim nelle competizioni ufficiali della stagione 2007-2008.

## Stagione
Nella stagione 2007-2008 l'Hoffenheim, allenato da Ralf Rangnick, concluse il campionato di 2. Bundesliga al 2º posto e fu promosso in Bundesliga. In Coppa di Germania l'Hoffenheim fu eliminato ai quarti di finale dal Borussia Dortmund.

## Rosa
| N. |                     | Ruolo | Calciatore           |
| -- | ------------------- | ----- | -------------------- |
| 1  | Germania (bandiera) | P     | Daniel Haas          |
| 30 | Germania (bandiera) | P     | Thorsten Kirschbaum  |
| 27 | Austria (bandiera)  | P     | Ramazan Özcan        |
| 12 | Germania (bandiera) | D     | Denis Bindnagel      |
| 5  | Germania (bandiera) | D     | Marvin Compper       |
| 26 | Austria (bandiera)  | D     | Andreas Ibertsberger |
| 3  | Germania (bandiera) | D     | Matthias Jaissle     |
| 14 | Germania (bandiera) | D     | Christoph Janker     |
| 24 | Svezia (bandiera)   | D     | Per Nilsson          |
| 6  | Germania (bandiera) | D     | Michael Rundio       |
| 33 | Brasile (bandiera)  | C     | Carlos Eduardo       |
| 4  | Germania (bandiera) | C     | Steffen Haas         |
| 16 | Germania (bandiera) | C     | Matthias Keller      |
| 13 | Ungheria (bandiera) | C     | Zsolt Löw            |
| 21 | Brasile (bandiera)  | C     | Luiz Gustavo Dias    |

| N. |                                 | Ruolo | Calciatore       |
| -- | ------------------------------- | ----- | ---------------- |
| 7  | Germania (bandiera)             | C     | Dragan Paljić    |
| 23 | Bosnia ed Erzegovina (bandiera) | C     | Sejad Salihović  |
| 11 | Germania (bandiera)             | C     | Jochen Seitz     |
| 15 | Rep. Ceca (bandiera)            | C     | Radek Špiláček   |
| 10 | Germania (bandiera)             | C     | Selim Teber      |
| 25 | Ghana (bandiera)                | C     | Isaac Vorsah     |
| 17 | Germania (bandiera)             | C     | Tobias Weis      |
| 29 | Senegal (bandiera)              | A     | Demba Ba         |
| 22 | Spagna (bandiera)               | A     | Francisco Copado |
| 32 | Germania (bandiera)             | A     | Kai Herdling     |
| 18 | Germania (bandiera)             | A     | Kai Hesse        |
| 19 | Bosnia ed Erzegovina (bandiera) | A     | Vedad Ibišević   |
| 9  | Croazia (bandiera)              | A     | Tomislav Marić   |
| 20 | Nigeria (bandiera)              | A     | Chinedu Obasi    |

## Organigramma societario
Area tecnica
- Allenatore: Ralf Rangnick
- Allenatore in seconda: Lars Kornetka, Tomislav Marić, Achim Sarstedt, Peter Zeidler
- Preparatore dei portieri: Philipp Laux
- Preparatori atletici: Rainer Schrey

## Risultati

### 2. Bundesliga

#### Girone di andata
| Arbitro: | Schriever |

|                       |           |                                 |
| Copado 15’ Vorsah 18’ | Marcatori | 35’ Jeknić 50’ Kopilaš 90’ Bick |

| Mönchengladbach 19 agosto 2007, ore 14:00 CEST 2ª giornata | Borussia M'gladbach | 0 – 0 referto | Hoffenheim | Stadion im Borussia-Park (39 414 spett.)\| Arbitro: \| Hartmann \| |
| Arbitro:                                                   | Hartmann            |               |            |                                                                    |

| Arbitro: | Zwayer |

|  |           |                                      |
|  | Marcatori | 33’ Di Salvo 38’ Johnson 90’ Schwarz |

| Arbitro: | Brych |

|                                        |           |                |
| Cafú 6’ Löw 40’ (aut.) Aogo 79’ (rig.) | Marcatori | 44’, 70’ Obasi |

| Arbitro: | Walz |

|                               |           |            |
| Ba 59’ Eduardo 65’ Copado 81’ | Marcatori | 14’ Thomik |

| Arbitro: | Steinhaus |

|  |           |                        |
|  | Marcatori | 26’ Jaissle 45’ Copado |

| Arbitro: | Aytekin |

|                      |           |                       |
| Nemec 12’ Heller 76’ | Marcatori | 8’ Obasi 90’ Ibišević |

| Arbitro: | Meyer |

|            |           |  |
| Copado 32’ | Marcatori |  |

| Arbitro: | Grudzinski |

|                              |           |                       |
| Benschneider 33’ Diabang 41’ | Marcatori | 81’ Eduardo 84’ Teber |

| Arbitro: | Schmidt |

|              |           |  |
| Ibišević 77’ | Marcatori |  |

| Arbitro: | Henschel |

|                        |           |                              |
| Stehle 39’ Lehmann 48’ | Marcatori | 73’ (rig.) Copado 86’ Paljić |

| Arbitro: | Schößling |

|                   |           |                  |
| Morena 61’ (aut.) | Marcatori | 39’ (rig.) Takyi |

| Arbitro: | Fischer |

|  |           |           |
|  | Marcatori | 72’ Obasi |

| Arbitro: | Stark |

|  |           |                          |
|  | Marcatori | 30’ Novakovič 61’ Helmes |

| Arbitro: | Frank |

|                      |           |                        |
| Šukalo 43’ Džaka 64’ | Marcatori | 7’ Salihović 50’ Obasi |

| Arbitro: | Winkmann |

|                   |           |                           |
| Ba 40’ Copado 42’ | Marcatori | 59’ Toppmöller 90’ Türker |

| Arbitro: | Walz |

|                                           |           |           |
| Cidimar 16’, 56’ Burkhardt 46’ Adlung 80’ | Marcatori | 26’ Obasi |

#### Girone di ritorno
| Arbitro: | Dingert |

|  |           |                      |
|  | Marcatori | 10’ Salihović 17’ Ba |

| Arbitro: | Wingenbach |

|                                  |           |                                |
| Teber 55’ Copado 66’, 70’ Ba 88’ | Marcatori | 23’ Kleine 40’ (rig.) Neuville |

| Arbitro: | Weiner |

|  |           |            |
|  | Marcatori | 20’ Copado |

| Arbitro: | Schriever |

|                  |           |  |
| Teber 36’ Ba 52’ | Marcatori |  |

| Arbitro: | Stachowiak |

|  |           |                              |
|  | Marcatori | 15’ Obasi 20’ Eduardo 85’ Ba |

| Arbitro: | Aytekin |

|             |           |  |
| Eduardo 58’ | Marcatori |  |

| Arbitro: | Fischer |

|              |           |  |
| Ibišević 46’ | Marcatori |  |

| Arbitro: | Sippel |

|                     |           |        |
| Špiláček 70’ (aut.) | Marcatori | 83’ Ba |

| Arbitro: | Steinhaus |

|                   |           |  |
| Ibišević 60’, 73’ | Marcatori |  |

| Arbitro: | Fleischer |

|  |           |                       |
|  | Marcatori | 74’ Eduardo 79’ Obasi |

| Arbitro: | Willenborg |

|              |           |                       |
| Herdling 66’ | Marcatori | 48’ Németh 56’ Ebbers |

| Arbitro: | Gräfe |

|                                 |           |             |
| Ludwig 14’ Eger 54’ Gunesch 90’ | Marcatori | 25’ Jaissle |

| Arbitro: | Wagner |

|                                         |           |  |
| Ba 6’, 18’, 26’ Salihović 37’ Obasi 67’ | Marcatori |  |

| Arbitro: | Gagelmann |

|                                     |           |                      |
| Novakovič 11’ Antar 66’ Mohamad 69’ | Marcatori | 26’ (rig.) Salihović |

| Arbitro: | Stachowiak |

|                           |           |            |
| Weis 43’ Ba 53’ Obasi 85’ | Marcatori | 64’ Mavrič |

| Arbitro: | Kinhöfer |

|                   |           |                   |
| Türker 80’ (rig.) | Marcatori | 54’ (rig.) Copado |

| Arbitro: | Weiner |

|                                                        |           |  |
| Ba 39’ Salihović 69’ (rig.), 82’ Obasi 77’, 85’ (rig.) | Marcatori |  |

### Coppa di Germania
| Arbitro: | Dingert |

|                                                    |           |                                   |
| Copado 19’ Ibišević 68’ Paljić 107’ Salihović 120’ | Marcatori | 45’ (rig.) Costa 52’ Benschneider |

| Arbitro: | Christ |

|                              |           |              |
| Eduardo 6’ Copado 45’ (rig.) | Marcatori | 42’ Kotuljac |

| Arbitro: | Wagner |

|                                |           |          |
| Nilsson 11’ Orestes 73’ (aut.) | Marcatori | 52’ Kern |

| Arbitro: | Brych |

|                                   |           |                   |
| Federico 20’ Tinga 23’ Petrić 54’ | Marcatori | 38’ (rig.) Copado |

## Statistiche

### Statistiche di squadra
| Competizione      | Punti | In casa | In casa | In casa | In casa | In casa | In casa | In trasferta | In trasferta | In trasferta | In trasferta | In trasferta | In trasferta | Totale | Totale | Totale | Totale | Totale | Totale | DR  |
| Competizione      | Punti | G       | V       | N       | P       | Gf      | Gs      | G            | V            | N            | P            | Gf           | Gs           | G      | V      | N      | P      | Gf     | Gs     | DR  |
| ----------------- | ----- | ------- | ------- | ------- | ------- | ------- | ------- | ------------ | ------------ | ------------ | ------------ | ------------ | ------------ | ------ | ------ | ------ | ------ | ------ | ------ | --- |
| 2. Bundesliga     | 60    | 17      | 11      | 2       | 4       | 34      | 17      | 17           | 6            | 7            | 4            | 26           | 23           | 34     | 17     | 9      | 8      | 60     | 40     | +20 |
| Coppa di Germania | -     | 3       | 3       | 0       | 0       | 8       | 4       | 1            | 0            | 0            | 1            | 1            | 3            | 4      | 3      | 0      | 1      | 9      | 7      | +2  |
| Totale            | -     | 20      | 14      | 2       | 4       | 42      | 21      | 18           | 6            | 7            | 5            | 27           | 26           | 38     | 20     | 9      | 9      | 69     | 47     | +22 |

### Andamento in campionato
| Giornata  | 1  | 2  | 3  | 4  | 5  | 6  | 7  | 8  | 9  | 10 | 11 | 12 | 13 | 14 | 15 | 16 | 17 | 18 | 19 | 20 | 21 | 22 | 23 | 24 | 25 | 26 | 27 | 28 | 29 | 30 | 31 | 32 | 33 | 34 |
| --------- | -- | -- | -- | -- | -- | -- | -- | -- | -- | -- | -- | -- | -- | -- | -- | -- | -- | -- | -- | -- | -- | -- | -- | -- | -- | -- | -- | -- | -- | -- | -- | -- | -- | -- |
| Luogo     | C  | T  | C  | T  | C  | T  | T  | C  | T  | C  | T  | C  | T  | C  | T  | C  | T  | T  | C  | T  | C  | T  | C  | C  | T  | C  | T  | C  | T  | C  | T  | C  | T  | C  |
| Risultato | P  | N  | P  | P  | V  | V  | N  | V  | N  | V  | N  | N  | V  | P  | N  | N  | P  | V  | V  | V  | V  | V  | V  | V  | N  | V  | V  | P  | P  | V  | P  | V  | N  | V  |
| Posizione | 13 | 13 | 16 | 16 | 14 | 13 | 12 | 10 | 10 | 9  | 9  | 8  | 8  | 8  | 8  | 8  | 8  | 7  | 7  | 7  | 6  | 4  | 4  | 2  | 2  | 2  | 2  | 2  | 3  | 2  | 4  | 3  | 3  | 2  |

Legenda:

Luogo: C = Casa; T = Trasferta. Risultato: V = Vittoria; N = Pareggio; P = Sconfitta.

### Statistiche dei giocatori
| Giocatore       | 2. Bundesliga | 2. Bundesliga | 2. Bundesliga | 2. Bundesliga | Coppa di Germania | Coppa di Germania | Coppa di Germania | Coppa di Germania | Totale   | Totale | Totale      | Totale     |
| Giocatore       | Presenze      | Reti          | Ammonizioni   | Espulsioni    | Presenze          | Reti              | Ammonizioni       | Espulsioni        | Presenze | Reti   | Ammonizioni | Espulsioni |
| --------------- | ------------- | ------------- | ------------- | ------------- | ----------------- | ----------------- | ----------------- | ----------------- | -------- | ------ | ----------- | ---------- |
| D. Haas         | 17            | 0             | 0             | 0             | 2                 | 0                 | 0                 | 0                 | 19       | 0      | 0           | 0          |
| T. Kirschbaum   | 1             | 0             | 0             | 0             | -                 | -                 | -                 | -                 | 1        | 0      | 0           | 0          |
| R. Özcan        | 17            | 0             | 1             | 0             | 2                 | 0                 | 0                 | 0                 | 19       | 0      | 1           | 0          |
| D. Bindnagel    | 10            | 0             | 2             | 0             | 1                 | 0                 | 0                 | 0                 | 11       | 0      | 2           | 0          |
| M. Compper      | 17            | 0             | 2             | 0             | 2                 | 0                 | 0                 | 0                 | 19       | 0      | 2           | 0          |
| A. Ibertsberger | 15            | 0             | 1             | 0             | 1                 | 0                 | 0                 | 0                 | 16       | 0      | 1           | 0          |
| M. Jaissle      | 22            | 2             | 2             | 0             | 2                 | 0                 | 0                 | 0                 | 24       | 2      | 2           | 0          |
| C. Janker       | 20            | 0             | 1             | 0             | 2                 | 0                 | 0                 | 0                 | 22       | 0      | 1           | 0          |
| P. Nilsson      | 22            | 0             | 3             | 0             | 3                 | 1                 | 0                 | 0                 | 25       | 1      | 3           | 0          |
| M. Rundio       | -             | -             | -             | -             | -                 | -                 | -                 | -                 | -        | -      | -           | -          |
| C. Eduardo      | 22            | 5             | 3             | 0             | 3                 | 1                 | 0                 | 0                 | 25       | 6      | 3           | 0          |
| S. Haas         | 9             | 0             | 1             | 0             | -                 | -                 | -                 | -                 | 9        | 0      | 1           | 0          |
| M. Keller       | 3             | 0             | 1             | 0             | 1                 | 0                 | 0                 | 0                 | 4        | 0      | 1           | 0          |
| Z. Löw          | 27            | 0             | 3             | 1             | 4                 | 0                 | 1                 | 0                 | 31       | 0      | 4           | 1          |
| L. Gustavo      | 27            | 0             | 12            | 0             | 3                 | 0                 | 1                 | 0                 | 30       | 0      | 13          | 0          |
| D. Paljić       | 19            | 1             | 3             | 0             | 2                 | 1                 | 0                 | 0                 | 21       | 2      | 3           | 0          |
| S. Salihović    | 27            | 6             | 10            | 0             | 4                 | 1                 | 2                 | 0                 | 31       | 7      | 12          | 0          |
| J. Seitz        | 14            | 0             | 2             | 1             | 2                 | 0                 | 0                 | 0                 | 16       | 0      | 2           | 1          |
| R. Špiláček     | 8             | 0             | 0             | 1             | -                 | -                 | -                 | -                 | 8        | 0      | 0           | 1          |
| S. Teber        | 17            | 3             | 0             | 1             | 4                 | 0                 | 2                 | 0                 | 21       | 3      | 2           | 1          |
| I. Vorsah       | 17            | 1             | 4             | 0             | 2                 | 0                 | 2                 | 0                 | 19       | 1      | 6           | 0          |
| T. Weis         | 15            | 1             | 4             | 0             | 1                 | 0                 | 0                 | 0                 | 16       | 1      | 4           | 0          |
| D. Ba           | 30            | 12            | 5             | 0             | 3                 | 0                 | 1                 | 0                 | 33       | 12     | 6           | 0          |
| F. Copado       | 31            | 10            | 4             | 0             | 3                 | 3                 | 1                 | 0                 | 34       | 13     | 5           | 0          |
| K. Herdling     | 3             | 1             | 0             | 0             | -                 | -                 | -                 | -                 | 3        | 1      | 0           | 0          |
| K. Hesse        | 1             | 0             | 0             | 0             | -                 | -                 | -                 | -                 | 1        | 0      | 0           | 0          |
| V. Ibišević     | 31            | 5             | 4             | 0             | 3                 | 1                 | 1                 | 0                 | 34       | 6      | 5           | 0          |
| T. Marić        | -             | -             | -             | -             | -                 | -                 | -                 | -                 | -        | -      | -           | -          |
| C. Obasi        | 27            | 12            | 3             | 1             | 3                 | 0                 | 0                 | 0                 | 30       | 12     | 3           | 1          |
| A. Mayer        | 2             | 0             | 0             | 0             | -                 | -                 | -                 | -                 | 2        | 0      | 0           | 0          |
| M. Mesic        | 3             | 0             | 0             | 0             | 1                 | 0                 | 0                 | 0                 | 4        | 0      | 0           | 0          |
| M. Throm        | 1             | 0             | 0             | 0             |                   |                   |                   |                   |          |        |             |            |